# Karl Johans stad
| Karl Johans stad |
| --- |
| Historisk karta från 1812 över Karl Johans stad - Betydelse – före detta svensk stad - Förhistoria – grundades som ersättning för Torneå - Tidpunkt – stad 1812–1842 - Efterhistoria – ersattes av Haparanda |

Karl Johans stad var en svensk stad 1812–1842, vid Bottenvikens norra strand, grundad efter att Sverige 1809 förlorat Finland till Ryssland. Placeringen var vid Hillerströms strand, cirka 15 kilometer väster om Torne älvs mynning och i närheten av Seskarö.
Karl Johans stad lockade dock aldrig mer än en handfull stadsbor. De inflyttade valde istället närbelägna gränsorten Haparanda, som 1842 också övertog stadsrättigheterna.

## Historik

### Bakgrund
Torneå stad förlorades av Sverige 1809, vid fredsslutet mellan Sverige och Ryssland, och Sveriges landgräns österut kom därmed att hamna i Torne älv. Det ansågs då viktigt att bygga en ny stad nära gränsen till det nya ryska storfurstendömet Finland, där den viktiga handelsstaden Torneå befann sig.
I slutet av maj 1812 beslutade Sveriges regering att en stapelstad med namnet Karl Johans stad skulle anläggas 15 kilometer väster om Torne älvs mynning, i närheten av byn Nikkala. Detta var på västra sidan av Nikkalahalvön. Staden uppkallades efter den dåvarande kronprinsen Karl Johan, och stadsprivilegier utfärdades den 20 maj samma år. För att locka invånare utvlovades de som tänkte bosätta sig där tio års skattebefrielse.

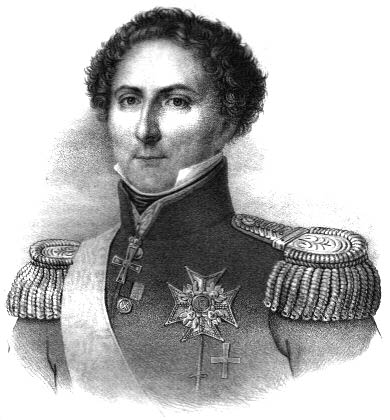
Den svenske tronföljaren kronprins Karl Johan, som den nya staden i norr fick namn efter.

### Utveckling
Etableringen av den nya Karl Johans stad stötte dock på patrull. Handelsmännen föredrog den närbelägna byn Haparanda vid riksgränsen, där det också var närmare till den nu rysk-finska handelsstaden Torneå. En landshövding rapporterade vid ett tillfälle att Karl Johans stad endast hade 23 invånare – alla tillhörande en och samma familj.
Istället växte den lilla byn Haapaniemi (även kallad Haapaniemiranta), som var tullstation på den svenska sidan om Torne älv intill Torneå. Byn var belägen i det gamla Torneås kringliggande finsktalande landsbygd. Det var i staden Torneå som handelsmän, hantverkare och andra borgerligt verksamma till övervägande del talade svenska.
Samma utveckling skedde nu i det växande Haparanda (som Haapaniemi senare bytte namn till), dit många flyttade från södra Sverige. Byn etablerades 1821 som Haparanda friköping, och 1827 fick den enligt beslut bli svensk köping.
Framväxten av Haparanda drabbade direkt Karl Johans stad. 1842, 30 år efter stadsgrundandet, gav statsmakterna till slut upp. Istället beslutade Kungl. Maj:t att stadsrättigheterna skulle övertas av Haparanda.

### Platsen idag

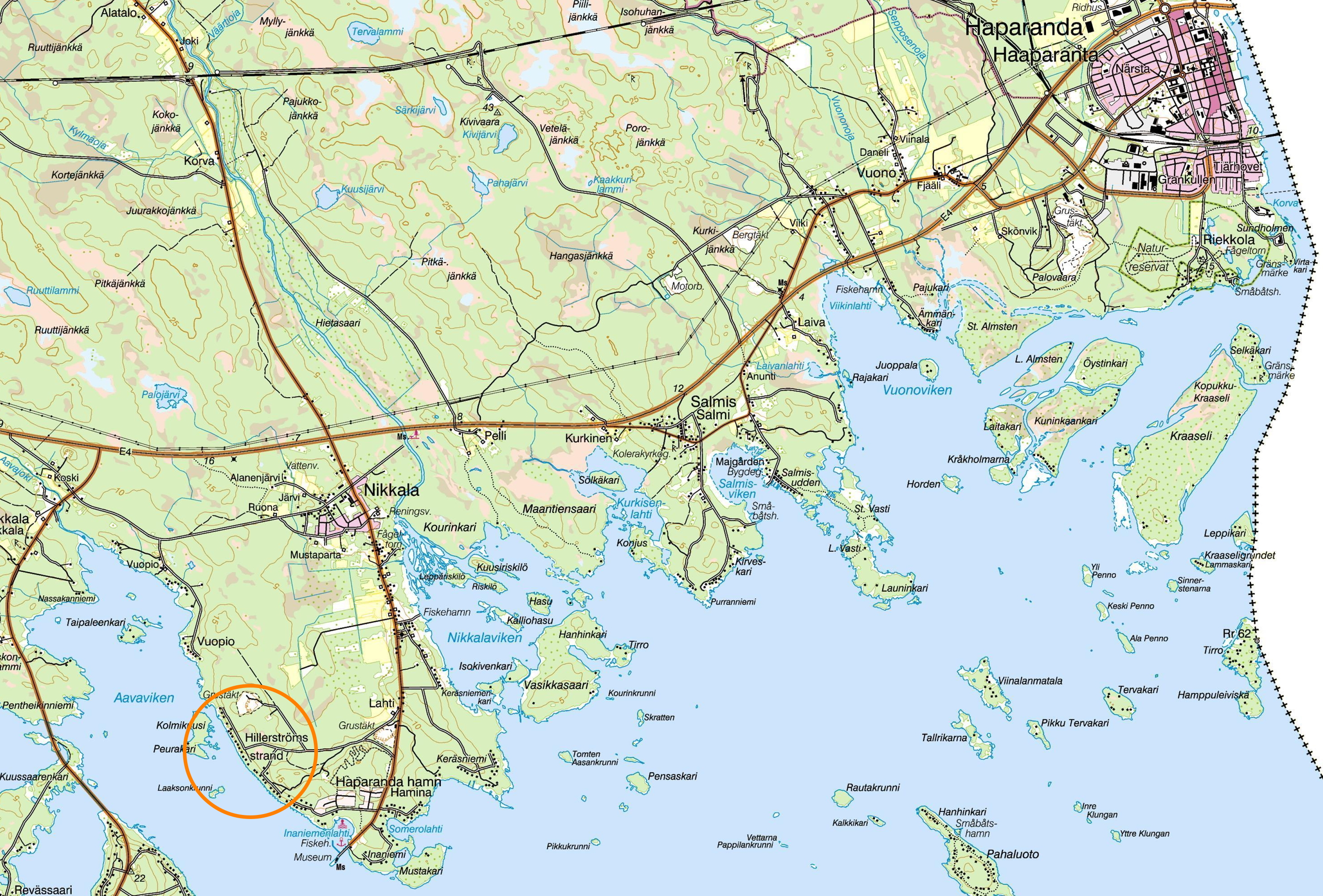
Karta över delar av Haparanda kommun. Orange ring markerar platsen för den idag försvunna Karl Johans stad.

På platsen för det tilltänkta Karl Johans stad finns numera, på 2020-talet, skog och mindre vägar. Området är beläget vid Hillerströms strand strax norr om nuvarande Haparanda hamn, vid Aavaviken strax söder om Aavajokis utlopp. Det som skulle motsvara hamnen i Karl Johans stad upptas numera av en rad sommarstugor.
Vid Haparanda hamn, en bit ifrån den exakta platsen för det planerade stadsgrundandet finns numera (2025) en skylt med en karta. Den visar dagens vägar i det som var tänkt att bli Karl Johans stad. Visionen finns även bevarad i vägnamnet Karl Johans väg i Haparanda hamn, samt i ett från 1935 insamlat (inofficiellt) meänkieliskt namn på hamnen, nämligen Kaaljuhaani.